# 小川三郎 (医師)
小川 三郎（おがわ さぶろう、1904年3月16日 - 1995年9月20日）は、日本の小児科医師。

## 略歴
長野県諏訪郡富士見村（現・富士見町）出身。実業家の小川金治の二男として生まれる。長野県立諏訪中学校（現・長野県諏訪清陵高等学校）を経て、1930年に慶應義塾大学医学部を卒業した。
同大助手、慶應義塾大学病院小児精神衛生相談員を務めた後、1939年に東京市日本橋小児保健所長となる。1940年、国際聖母病院（現・聖母病院）小児科部長兼副院長に就任する。
1945年、慶應堂病院院長となる。1965年より青山学院大学教授兼保健管理センター所長を務め、1970年に小川医学研究所を開設した。
いとこの三村二も医師であった。

## 著書
- 『精神薄弱児』唐澤光徳校閲、金原商店、1937年2月。
- 『心身保健学』日本文化科学社、1967年4月。
- 『治療教育 : 異常児の臨床と教育指導』医学書院、1967年12月。
- 『毛細血管像と臨床』鳥海書房、1994年3月。ISBN 978-4794702159。
- 『難病早期診断と治療』叢文社、1996年8月。ISBN 978-4794702517。